# Брояч
Броячът е последователностна логическа схема с много устойчиви състояния, всяко от които съответства на броя на постъпилите импулси. Състои се от последователно свързани тригерни клетки, всяка от които съхранява по един разред от числото съответстващо на изброените импулси.
Броячът в код +3 има за цел да отброява до три и намира приложение в много микроконтролери и цифрови схеми.

## Класификация на броячите

### Според използваната система
- двоични – регистрират импулсите в двоична бройна система;
- десетични – реализират се на двоично-десетичен принцип. Брояча се състои от четири тригера, като от възможните шестнадесет състояния се използват само десет;
- специални – използва се специален код на броене.

### Според начина на броене на импулсите
- сумиращи – всеки входен импулс увеличава входа с единица;
- изваждащи – всеки входен импулс намалява входа с единица;
- реверсивни – имат възможност да работят като в сумиращ така и като изваждащ брояч.

### Според начина на въздействие на входния импулс
- асинхронни – отделните тригери в структурата на брояча не се превключват едновременно, а с известно закъснение. Всеки следващ тригер изчаква превключване на всички по-младши тригери. Характеризират се с проста структура и ниско бързодействие;
- синхронни – тригерите се превключват едновременно. Характеризират се с по-сложна структура и по-голямо бързодействие;
- броячи с комбинирано действие – при тях една част е синхронна, а другата е асинхронна. Търси се компромис между по-просто устройство и по-високо бързодействие;

## Асинхронни броячи

### С непосредствена връзка
Най-прости като структура са броячите с непосредствена връзка. Характеризират се с голямо време на превключване. Реализират се от последователно свързани Т тригери. При асинхронните броячи с непосредствена връзка може да се промени вида на броене по два начина:
- чрез свързване на тактовия вход с инверсния изход на предходния тригер
- чрез схема на активния фронт на превключване на тригерите.

### С последователен пренос
Изходът на всеки тригер управлява схема &, пропускаща импулсите към тактовия вход на всеки следващ тригер. Схемите & служат за формиране на преноса. Характеризират се с по-малко време на превключване. За подобряване на бързодействието се използват схеми с паралелен пренос.

## Синхронни броячи
Съществуват две разновидности на синхронните броячи: с последователен и с паралелен пренос. Реализират се с помощта на JK тригери като входовете J и K служат като разрешение за броене на тригера. Те се разрешават като на изхода на схемата & има логическа 1. Общо разрешение за работа на брояча се дава от сигнала CE. Логическото произведение от сигнала в изхода на даден тригер и разрешението за неговото броене формира преноса за следващия тригер в структурата. Начина на формиране на преноса е подобен на този при асинхронния брояч с непосредствена връзка. Последния пренос от брояча ТС е предназначен за нарастване на броячите. За увеличаване на бързодействието се реализират структури с паралелен пренос.